# Teatro Nacional Ivan Vazov
El Teatro Nacional Ivan Vazov (en búlgaro: Народен театър „Иван Вазов“, Naroden teatar „Ivan Vazov“) o Teatro Nacional de Bulgaria es el más antiguo e importante teatro del país y una de las instituciones principales de Sofía, Bulgaria. Está situado en el centro de la ciudad con la fachada principal orientada a los jardines de la ciudad.
Fundado en 1904 por los artistas de la compañía Salza i Smyah, inicialmente fue llamado Teatro Nacional pero luego fue bautizado con el nombre de Krastyu Sarafov (1952-1962) y luego más tarde con el del escritor Ivan Vazov.
El teatro está construido en estilo neoclásico diseñado por los arquitectos vieneses Hermann Helmer y Ferdinand Fellner, siendo finalizado en 1906 e inaugurado el 3 de enero de 1907. En 1923 el edificio fue gravemente dañado por un incendio durante una celebración siendo reconstruido en 1929 por el arquitecto alemán Martin Dülfer. En la fachada principal se puede observar un frontón con un relieve de Apolo rodeado de musas. A cada lado de la fachada principal coronando sendas torres se encuentran dos esculturas de trompetistas sobre cuadrigas.
En 1925 se estableció una escuela de teatro como parte del Teatro Nacional. Durante el bombardeo de Sofía en la Segunda Guerra Mundial el edificio sufrió grandes daños siendo reconstruido en 1945. En 2006 el edificio sufrió un proceso de restauración.
El teatro tiene un aforo de 750 butacas en el patio, una planta con 120 y 70 más en la cuarta planta.
El teatro ha tenido representaciones de importantes directores de teatro tales como Lilia Abadjieva.

## Galería

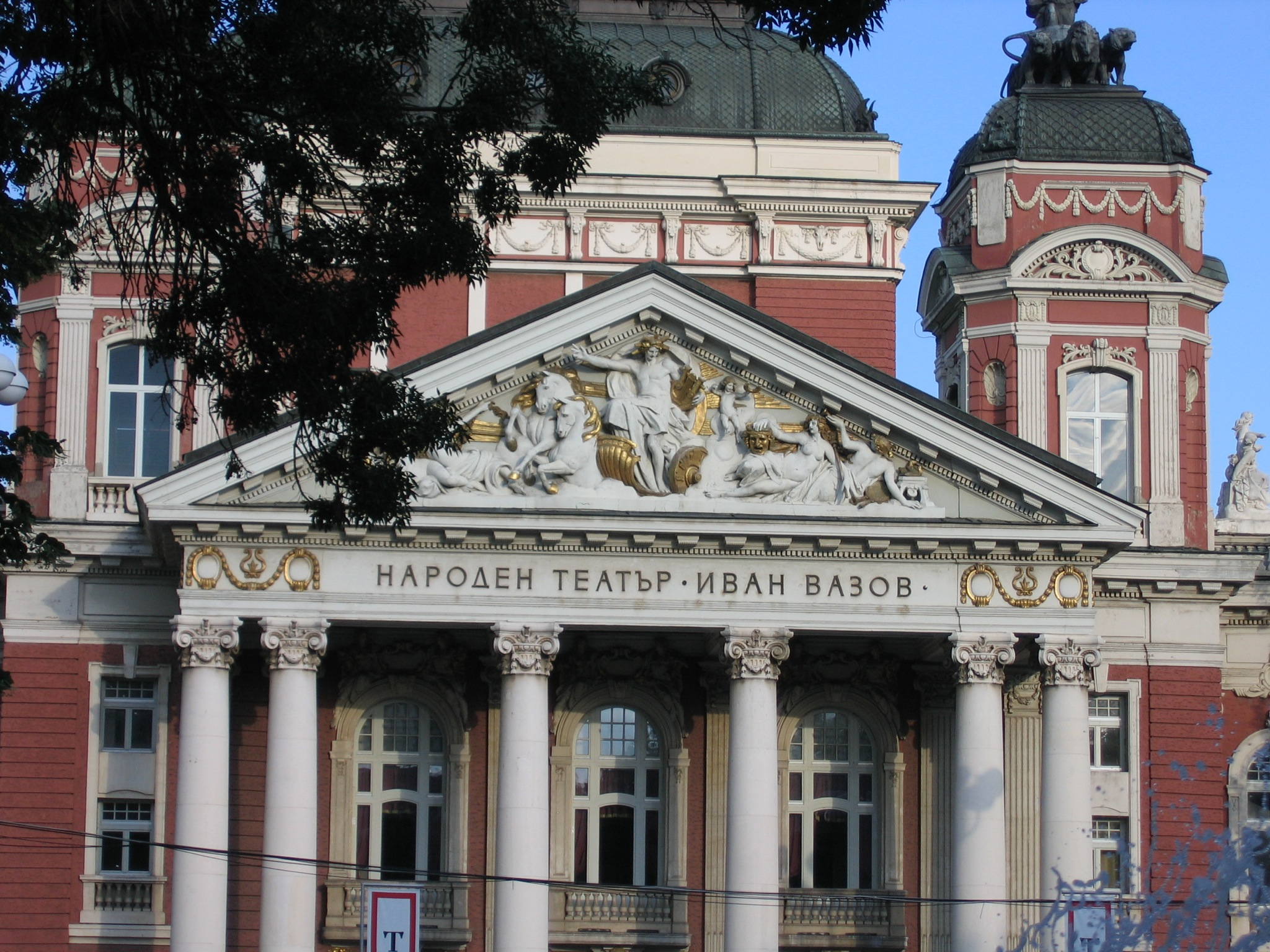
Vista del Teatro Nacional de Bulgaria.
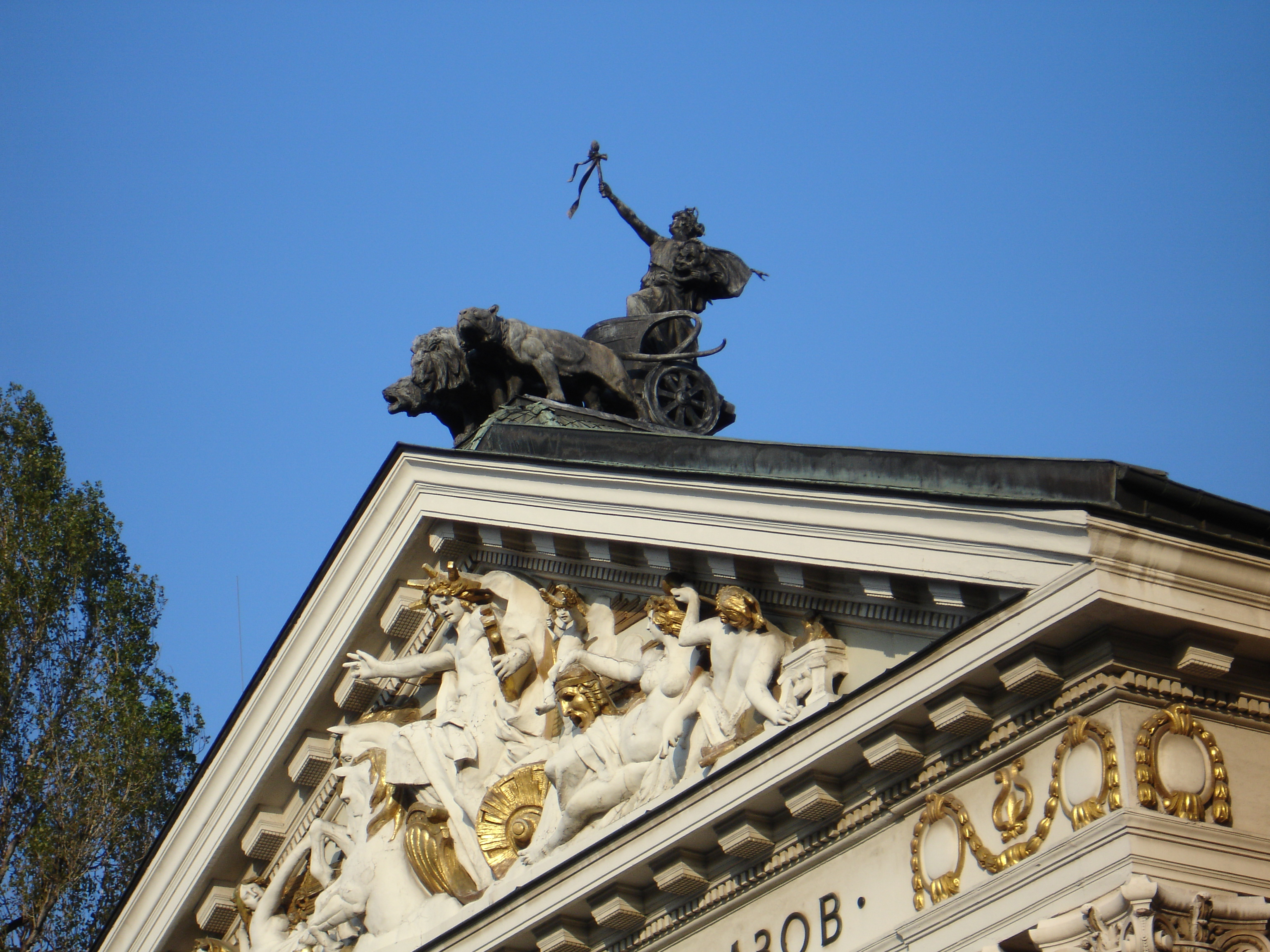
Detalle.
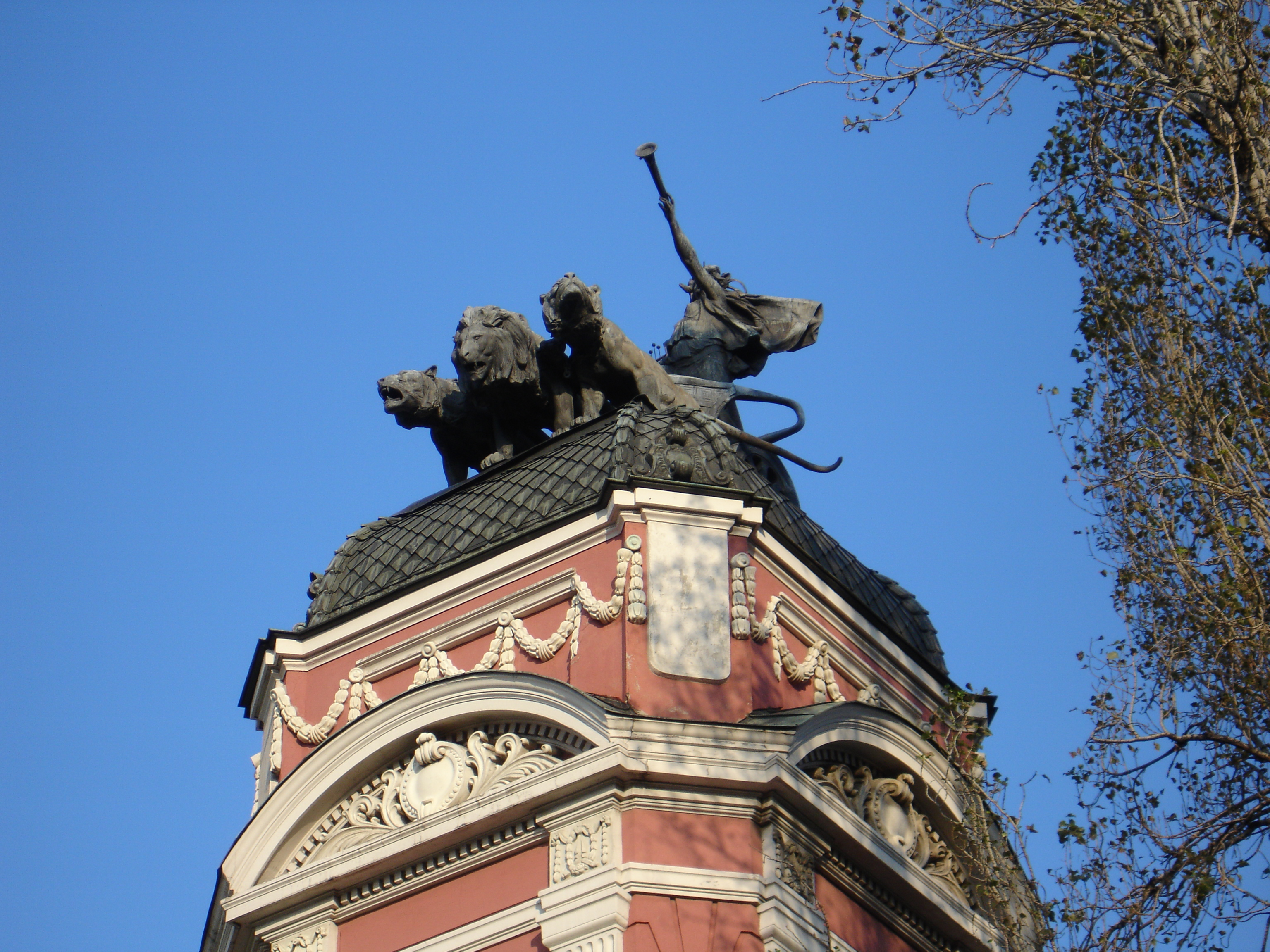
Detalle.
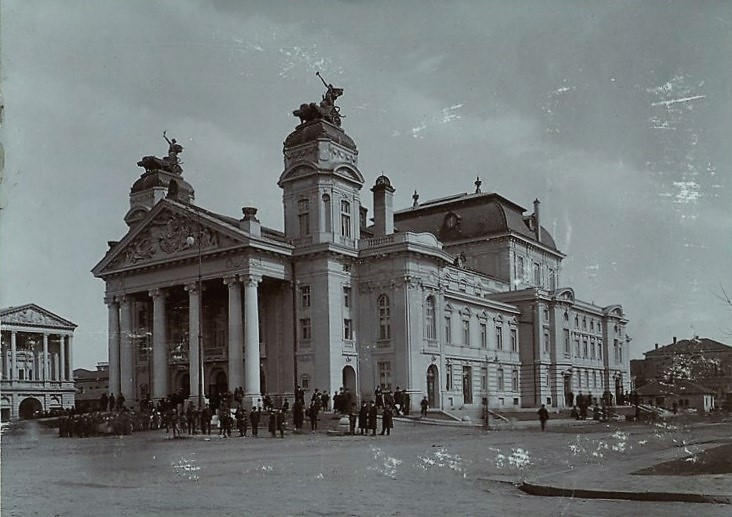
Teatro Nacional Ivan Vazov, 1907